# گوریل (فیلم ۱۹۳۰)
«گوریل» (انگلیسی: The Gorilla (1930 film)) فیلمی در ژانر مرموز است که در سال ۱۹۳۰ منتشر شد. از بازیگران آن می‌توان به هری گریبن، والتر پیجن، و لیلا لی اشاره کرد.